# IJsfjord van Ilulissat
De IJsfjord van Ilulissat (Groenlands: Ilulissat Kangerlua, Deens: Jakobshavn Isfjord) is 60 kilometer lang, 7 kilometer breed en loopt vanaf de Groenlandse ijskap in het binnenland naar de baai Qeqertarsuup Tunua, in de buurt van de stad Ilulissat. Deze fjord aan de westkust van Groenland vormt de monding in zee van de gletsjer Sermeq Kujalleq (of Jakobshavn Isbrae). Deze gletsjer beweegt zich met een snelheid van 19 meter per dag en zet per jaar 35 kubieke kilometer ijs af.
De IJsfjord van Ilulissat werd in 2004 opgenomen op de Werelderfgoedlijst van UNESCO.

## Externe link

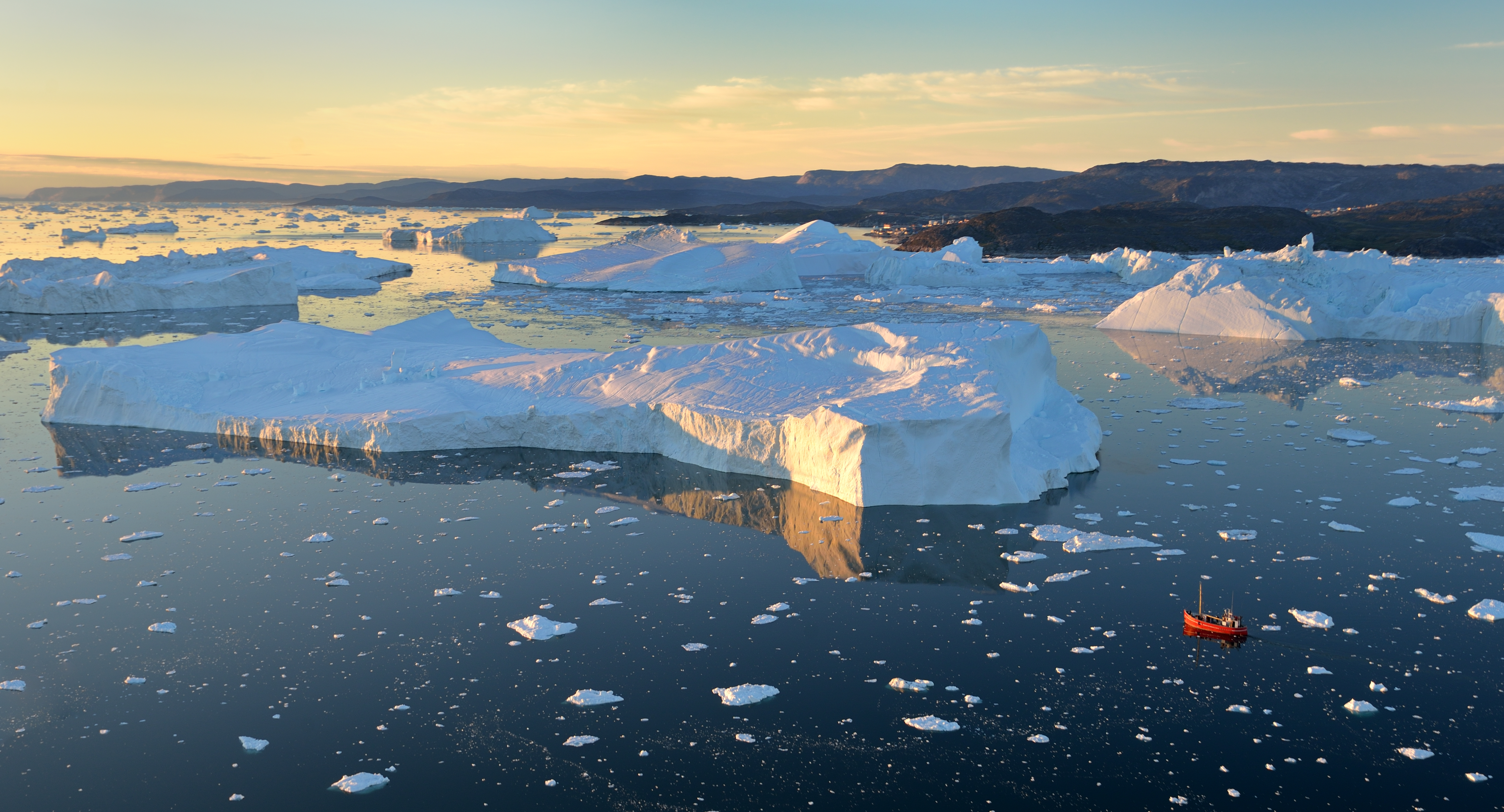
Panoramaview op de ijsfjord